# Xylobolus princeps
Xylobolus princeps är en svampart som först beskrevs av Franz Wilhelm Junghuhn, och fick sitt nu gällande namn av Boidin 1958. Xylobolus princeps ingår i släktet Xylobolus och familjen Stereaceae.   Inga underarter finns listade i Catalogue of Life.